# 湖南町中野
湖南町中野（こなんまち なかの）は、福島県郡山市の大字である。郵便番号は963-1521。

## 地理
郡山市南西部の湖南地区に属する。西で湖南町三代、北で湖南町舟津、湖南町舘、東で三穂田町富岡、南東で須賀川市滝、南西で須賀川市勢至堂と隣接する。概ね湖南村発足以前の安積郡中野村の流れを汲む地域である。一級水系阿賀野川水系舟津川中流域および支流の中地川、中川支流佐部沢川流域を主な範囲とする。域内の大半を山林が占め、北端部の舟津川や中川、中地川の合流する箇所の周辺に広がる山あいの平地には田畑が広がり、福島県道6号郡山湖南線と福島県道9号猪苗代湖南線の交わる交通の要衝であり、その沿いに市街地が位置する。湖南町舟津に所在する郡山北警察署舟津駐在所、及び湖南町三代に所在する郡山消防署湖南分署がそれぞれ管轄にあたる。

### 主な字
字
- 南町
- 町尻
- 道休
- 諏訪前
- 堰内
- 向町

- 町頭
- 和尚塚
- 飯ケ森
- 念仏壇
- 百目貫竹花
- 百目貫石田

- 一番石倉
- 石倉
- 二番石倉
- 三番石倉
- 二番川前
- 三番川前

- 中屋敷
- 一番猿畑
- 二番猿畑
- 井戸神

### 山岳
- 高森山
- 笠ヶ森山
- 八幡岳

### 河川・湖沼
一級水系阿賀野川水系
- 舟津川
  - 中川
    - 中地川
      - 石塚川

    - 佐部沢川
      - 北沢川

  - 溝川

## 歴史
- 1875年 - 旧会津藩領中地村と安佐野村が合併し中野村となる。
- 1879年1月27日 - 中野村が福島県内における郡区町村制の施行により安積郡の村となる。
- 1889年4月1日 - 町村制の施行により中野村が三代村と合併し安積郡箕輪村が発足する。旧中野村域は箕輪村の大字となる。
- 1892年7月21日 - 箕輪村から分村し再度新たに中野村が発足する。
- 1955年3月31日 - 中野村と周辺4村との合併により湖南村が発足し、湖南村の大字となる。
- 1965年5月1日 - 湖南村が郡山市、安積郡全町村および田村郡田村町と合併し新たな郡山市が設立され、郡山市の大字となる。

## 世帯数と人口
2024年1月1日現在の世帯数と人口は以下の通りである。
| 大字       | 世帯数  | 人口  |
| ---------- | ------- | ----- |
| 湖南町中野 | 226世帯 | 488人 |

## 小・中学校の学区
市立小・中学校に通う場合、学区は以下の通りとなる。
| 番地 | 小学校             | 中学校             |
| ---- | ------------------ | ------------------ |
| 全域 | 郡山市立湖南小学校 | 郡山市立湖南中学校 |

## 交通

### 道路
- 福島県道6号郡山湖南線
- 福島県道9号猪苗代湖南線
- 福島県道67号中野須賀川線
  - 諏訪峠

## 施設
- 郡山市中野保育所
- 郡山市消防団湖南第四分団第二班屯所
- 中野郵便局
- 小倉城跡
- 安佐野館跡
- 山居館跡
- 東光寺
  - 大仏のケヤキ
- 古峰神社
- 春日神社
- 清水川の梅花藻